# A Special Lady
A Special Lady (título internacional; hangul: 미옥; RR: Mi-ok) es una película surcoreana de acción dirigida por Lee An-gyu y protagonizada por Kim Hye-soo, Lee Sun-kyun y Lee Hee-joon.

## Sinopsis
Una mujer, secretaria del jefe de una organización criminal y padre de su hijo, al que quiere proteger por encima de todo, se enfrenta dentro de un despiadado mundo masculino a toda clase de enemigos: algunos pertenecen a bandas rivales, otro es un funcionario público corrupto, y otro más es el propio lugarteniente de su organización.

## Reparto
- Kim Hye-soo como Na Hyun-jung.
- Lee Sun-kyun como Im sang-hoon.
- Lee Hee-joon como Choi Dae-sik.
- Choi Moo-sung como Presidente Kim.[4]
- Kim Min-seok como Joo-hwan.
- Oh Ha-nee como Wei.[5]
- Han So-young como Kim Yeo-sa.
- Cha Soon-bae como Presidente Jang.
- Guk Joong-woong como Presidente Kim.
- Kwon Yul como Gong-myeong (Cameo).

## Producción
El rodaje inició el 28 de enero y concluyó el 28 de abril de 2016
El título inicial de la película fue Precious Woman (Hangul: 소중한 여인).

## Recepción
En su reseña de la película, Justin Lowe de Hollywood Reporter señala que «como director, Lee mantiene un control cuidadoso del ritmo de la película, evitando las constantes palizas y asesinatos típicos de los dramas de mafias, y concentrándose en su lugar en probar la dinámica de poder entre Na, Lim y Choi mientras lleva a sus personajes a una confrontación inevitable antes de desatar las más intensas escenas. Al realizar ingeniosamente estas secuencias de acción sin exagerar por completo con la violencia, Lee demuestra que es un talento a seguir entre los directores de género emergentes de Corea del Sur».

## Premios
| Año  | Premio                                                | Categoría        | nominado       | Resultado | Ref.   |
| ---- | ----------------------------------------------------- | ---------------- | -------------- | --------- | ------ |
| 2017 | 50.º Sitges Festival de cine Fantástico Internacional | Focus Asia Award | A Special Lady | Ganador   | [ 10 ] |